# Oscarsgalan 1951
Oscarsgalan 1951 som hölls 29 mars 1951 var den 23:e upplagan av Oscarsgalan där det prestigefyllda amerikanska filmpriset Oscar delades ut till filmer som kom ut under 1950.

## Priskategorier

### Bästa film
Vinnare:
Allt om Eva -  (20th Century Fox)
Övriga nominerade:
Född i går -  (Columbia)
Brudens fader -  (M-G-M)
Kung Salomos skatt -  (M-G-M)
Sunset Boulevard -  (Paramount)

### Bästa manliga huvudroll
Vinnare:
Cyrano de Bergerac - värjans mästare - José Ferrer
Övriga nominerade:
The Magnificent Yankee - Louis Calhern
Sunset Boulevard - William Holden
Min vän Harvey - James Stewart
Brudens fader - Spencer Tracy

### Bästa kvinnliga huvudroll
Vinnare:
Född i går - Judy Holliday (närvarade inte vid ceremonin)
Övriga nominerade:
Allt om Eva - Anne Baxter
Allt om Eva - Bette Davis
Kvinnor i fängelse - Eleanor Parker
Sunset Boulevard - Gloria Swanson

### Bästa manliga biroll
Vinnare:
Allt om Eva - George Sanders
Övriga nominerade:
Den brutna pilen - Jeff Chandler
Mister 880 - Edmund Gwenn
I asfaltens djungel - Sam Jaffe
Sunset Boulevard - Erich von Stroheim

### Bästa kvinnliga biroll
Vinnare:
Min vän Harvey - Josephine Hull
Övriga nominerade:
Kvinnor i fängelse - Hope Emerson
Allt om Eva - Celeste Holm
Sunset Boulevard - Nancy Olson
Allt om Eva - Thelma Ritter

### Bästa regi
Vinnare:
Allt om Eva - Joseph L. Mankiewicz
Övriga nominerade:
Född i går - George Cukor
I asfaltens djungel - John Huston
Den tredje mannen - Carol Reed
Sunset Boulevard - Billy Wilder

### Bästa manus
Vinnare:
Allt om Eva - Joseph L. Mankiewicz
Övriga nominerade:
I asfaltens djungel - Ben Maddow, John Huston
Född i går - Albert Mannheimer
Den brutna pilen - Albert Maltz
Brudens fader - Frances Goodrich, Albert Hackett

### Bästa berättelse
Vinnare:
Panik på öppen gata - Edna Anhalt, Edward Anhalt
Övriga nominerade:
Bittert ris - Giuseppe De Santis, Carlo Lizzani
Hämndens timme - William Bowers, André De Toth
Mördare utan ansikte - Leonard Spigelgass
Hjälte på villovägar - Sy Gomberg

### Bästa berättelse och manus
Vinnare:
Sunset Boulevard - Charles Brackett, Billy Wilder, D.M. Marshman Jr.
Övriga nominerade:
Adams revben - Ruth Gordon, Garson Kanin
Kvinnor i fängelse - Virginia Kellogg, Bernard C. Schoenfeld
Männen - Carl Foreman
Ingen väg ut - Joseph L. Mankiewicz, Lesser Samuels

### Bästa foto (färg)
Vinnare:
Kung Salomos skatt - Robert Surtees
Övriga nominerade:
Annie Get Your Gun - Charles Rosher
Den brutna pilen - Ernest Palmer
Höken och pilen - Ernest Haller
Simson och Delila - George Barnes

### Bästa foto (svartvitt)
Vinnare:
Den tredje mannen - Robert Krasker
Övriga nominerade:
Allt om Eva - Milton R. Krasner
I asfaltens djungel - Harold Rosson
Våldets lag - Victor Milner
Sunset Boulevard - John F. Seitz

### Bästa scenografi (svartvitt)
Vinnare:
Sunset Boulevard - Hans Dreier, John Meehan, Sam Comer, Ray Moyer
Övriga nominerade:
Allt om Eva - Lyle R. Wheeler, George W. Davis, Thomas Little, Walter M. Scott
Röda Donau - Cedric Gibbons, Hans Peters, Edwin B. Willis, Hugh Hunt

### Bästa scenografi (färg)
Vinnare:
Simson och Delila - Hans Dreier, Walter H. Tyler, Sam Comer, Ray Moyer
Övriga nominerade:
Annie Get Your Gun - Cedric Gibbons, Paul Groesse, Edwin B. Willis, Richard Pefferle
Destination månen - Ernst Fegté, George Sawley

### Bästa kostym (svartvitt)
Vinnare:
Allt om Eva - Edith Head, Charles Le Maire
Övriga nominerade:
Född i går - Jean Louis
The Magnificent Yankee - Walter Plunkett

### Bästa kostym (färg)
Vinnare:
Simson och Delila - Edith Head, Dorothy Jeakins, Eloise Jensson, Gile Steele, Gwen Wakeling
Övriga nominerade:
Svarta rosen - Michael Whittaker
Förmöget folk - Walter Plunkett, Valles

### Bästa ljud
Vinnare:
Allt om Eva -  (20th Century-Fox Sound Dept.)
Övriga nominerade:
Askungen -  (Disney Sound Dept.)
Louisa -  (Universal-International Sound Dept.)
Du är vår egen -  (Goldwyn Sound Dept.)
Trio - Sydney Box (Rank)

### Bästa klippning
Vinnare:
Kung Salomos skatt - Ralph E. Winters, Conrad A. Nervig
Övriga nominerade:
Allt om Eva - Barbara McLean
Annie Get Your Gun - James E. Newcom
Sunset Boulevard - Arthur P. Schmidt, Doane Harrison
Den tredje mannen - Oswald Hafenrichter

### Bästa specialeffekter
Vinnare:
Destination månen -  (George Pal Productions)
Övriga nominerade:
Simson och Delila -  (Cecil B. DeMille Productions)

### Bästa sång
Vinnare:
Revansch! - Ray Evans, Jay Livingston för "Mona Lisa"
Övriga nominerade:
Flödande toner - Nicholas Brodszky (musik), Sammy Cahn (text) för "Be My Love"
Askungen - Mack David, Al Hoffman, Jerry Livingston för "Bibbidy-Bobbidi-Boo"
Sjungande pistoler - Fred Glickman, Hy Heath, Johnny Lange för "Mule Train"
Fröjdernas gata - Josef Myrow (musik), Mack Gordon (text) för "Wilhelmina"

### Bästa filmmusik (musikal)
Vinnare:
Annie Get Your Gun - Adolph Deutsch, Roger Edens
Övriga nominerade:
Askungen - Oliver Wallace, Paul J. Smith
Jag spelar för dej - Lionel Newman
Tre små ord - André Previn
Vårflamman - Ray Heindorf

### Bästa filmmusik (drama eller komedi)
Vinnare:
Sunset Boulevard - Franz Waxman
Övriga nominerade:
Allt om Eva - Alfred Newman
Höken och pilen - Max Steiner
Tills döden skiljer oss åt - George Duning
Simson och Delila - Victor Young

### Bästa kortfilm (tvåaktare)
Vinnare:
Bäverdalen - Walt Disney
Övriga nominerade:
Grandma Moses -  (Falcon Films Inc.)
My Country 'Tis of Thee - Gordon Hollingshead

### Bästa kortfilm (enaktare)
Vinnare:
Grandad of Races - Gordon Hollingshead
Övriga nominerade:
Blaze Busters - Robert Youngson
Wrong Way Butch - Pete Smith

### Bästa animerade kortfilm
Vinnare:
Gerald McBoing-Boing - Stephen Bosustow
Övriga nominerade:
Jerry's Cousin - Fred Quimby
Trouble Indemnity - Stephen Bosustow

### Bästa dokumentära kortfilm
Vinnare:
Why Korea? - Edmund Reek
Övriga nominerade:
The Fight: Science Against Cancer - (National Film Board of Canada, Medical Film Institute of the Association of American Medical Colleges)
The Stairs - (Film Documents Inc.)

### Bästa dokumentärfilm
Vinnare:
The Titan: Story of Michelangelo - Robert Snyder
Övriga nominerade:
Med dessa händer - Jack Arnold, Lee Goodman

### Heders-Oscar
George Murphy
Louis B. Mayer
Farlig hamn (Frankrike/Italien) bästa utländska film som släpptes i USA 1950

### Irving G. Thalberg Memorial Award
Darryl F. Zanuck